# Salceda (Salceda de Caselas)
Salceda (oficialmente San Xurxo de Salceda) es una parroquia española del municipio de Salceda de Caselas, perteneciente a la provincia de Pontevedra, en la comunidad autónoma de Galicia.

## Historia
Hacia mediados del siglo XIX, el lugar, ya por entonces perteneciente a Salceda, tenía contabilizada una población de 434 habitantes. Aparece descrito en el decimotercer volumen del Diccionario geográfico-estadístico-histórico de España y sus posesiones de Ultramar de Pascual Madoz con las siguientes palabras:

SALCEDA (San Jorge): felig. en la prov. de Pontevedra (6 leg.), part. jud. y dióc. de Tuy (1 1/4), ayunt. de su nombre (1/8): sit. al N. de la cap. del ayunt.; aires mas frecuentes N. y S.; clima templado y sano. Tiene 78 casas en los l. de Bouzavedra, Casas, Condide, Laje, Outeiro y Vendanova, y escuela de primeras letras, frecuentada por 38 nños de ambos sexos, cuyos padres dan al maestro la retribucion convenida. La igl. parr. (San Jorge) se halla servida por un cura de primer ascenso y patronato de la Casa de los Troncosos de la Picoña: hay tambien una ermita dedicada á Sta. Bárbara. Confina N. San Martin de Picoña; E. San Salvador de Budiño; S. Sta. Maria de Salceda, y O. Parderrubias. El terreno es de mediana calidad; tiene algunas fuentes de buenas aguas y sus montes únicamente crian algunos robles y pastos. Los caminos conducen á Tuy, Puenteareas y otros puntos. prod.: maiz, centeno, trigo, fréjoles y patatas: hay ganado vacuno y caza de perdices y conejos. ind.: la agricultura y 5 molinos harineros, que únicamente se mueven en invierno. pobl.: 72 vec., 434 alm. contr.: con su ayunt. (V.).
(Madoz, 1849, p. 685)

En 2022, tenía empadronados 696 habitantes.